# Shadowbane

Shadowbane es un videojuego MMORPG creado por Wolfpack Studios y publicado por Ubisoft el 25 de marzo de 2003 para las plataformas Windows y Mac. Anteriormente Shadowbane requería un pago mensual para poder jugar pero desde el 15 de marzo de 2006 se puede jugar gratuitamente. En junio de 2006 Stray Bullet Games tomó el desarrollo del juego tras la clausura de Wolfpack Studios.
El juego tiene lugar en un oscuro mundo de fantasía llamado Aerynth. El juego cuenta con muchos aspectos típicos de los juegos de rol para ordenador, tales como puntos de experiencia, clases y razas fantásticas. La creación de personajes es extremadamente detallada, permitiendo a los jugadores crear literalmente miles de combinaciones diferentes para cada raza.
Shadowbane se destaca por enfatizar el combate PVP (jugador contra jugador) y en especializarse en el asedio (jugadores que construyen ciudades e intentan arrasar las ciudades de los jugadores enemigos) mientras que la mayoría de los MMORPGs sacados desde el juego Ultima Online restringen el matar a otros jugadores a ciertas zonas del juego o a servidores dedicados.
La primera expansión, Rise of Chaos, salió el 9 de diciembre de 2003. El 7 de diciembre de 2004 se lanzó la segunda expansión, "Throne of Oblivion".
El juego se hizo gratuito el 15 de marzo de 2006. Como resultado del incremento de jugadores, se abrió un nuevo servidor llamado Braialla el 20 de marzo de 2006. Braialla se une a los mundos existentes de Mourning, Wrath, Redemption y Vindication.

## Personajes

### Razas
Existen doce razas disponibles en el juego:
- Aelfborn (Medio-duende)
- Aracoix (Hombres-pájaro voladores)
- Centaurs (Centauros)
- Dwarves (Enanos)
- Elves (Elfos)
- Half Giants (Gigantes)
- Humans (Humanos, Herederos de All-Father)
- Irekei
- Minotaurs (Minotauros, Hombres bestia creación de los duendes)
- Nephilim (Criaturas voladoras de aspecto demoníaco)
- Shades
- Vampires (Vampiros)

### Clases
Existen cuatro clases básicas, aunque no todas las razas pueden utilizar cada clase:
- Fighter (Luchador)
- Healer (Curandero)
- Mage (Mago)
- Rogue (Granuja)

A partir del nivel 10 cada personaje debe elegir una profesión específica:
- Assassin (Asesino)
- Barbarian (Bárbaro)
- Bard (bardo)
- Channeler
- Confessor (Confesor)
- Crusader (Cruzado)
- Doomsayer
- Druid (Druida)
- Fury (Solo mujeres)
- Huntress (Solo mujeres)
- Necromancer
- Nightstalker
- Prelate
- Priest (Sacerdote)
- Ranger
- Scout
- Sentinel (Centinela)
- Templar
- Thief (Ladrón)
- Warlock (Solo hombres)
- Warrior (Guerrero)
- Wizard (Mago)

Qué profesiones están disponibles depende de la raza de cada personaje.
Además, cada personaje puede elegir hasta tres disciplinas de una lista de treinta aunque está limitada por la raza y su clase. El máximo nivel que puede conseguirse es 75, y a partir del 70 se puede elegir una cuarta disciplina.